# Szalai Sándor (szociológus)
Szalai Sándor (Budapest, 1912. október 22. – Budapest, 1983. május 18.) magyar szociológus, filozófus, egyetemi tanár, az MTA tagja (levelező 1948, rendes 1970), állami díjas (1980).

## Életútja
Szalai Emil (1874–1944) ügyvéd, jogi író és Glasner Piroska (1888–1945) gyermekeként született. Tanulmányait Lipcsében, Frankfurt am Mainban és Zürichben végezte. 1934-ben Zürichben szerzett bölcsészdoktori oklevelet, majd 1935-től 1939-ig a Pester Lloyd munkatársa volt, 1939-től 1944-ig pedig a Dante Könyvkiadó irodalmi és tudományos lektorátusának vezetőjeként dolgozott. 1944-ben származása miatt behívták munkaszolgálatra. 1945 és 1948 között a Magyarországi Szociáldemokrata Párt külügyi titkárságának vezetője, 1945–1947-ben pedig a Külügyi Akadémia vezetője, 1946-tól egyidejűleg a budapesti Pázmány Péter Tudományegyetemen a szociológiai intézet vezetője volt. Bárdossy László népbírósági perében a vád képviselője. 1950-ben törvénysértő perben szabadságvesztésre ítélték. 1956 márciusában szabadult, 1957-ben rehabilitálták.
1956–1957-ben a budapesti Eötvös Loránd Tudományegyetemen tanított, majd 1957-től 1966-ig az Egyetemi Könyvtár főmunkatársa volt. 1963-tól egyidejűleg a veszprémi Vegyipari Egyetemen is tanított szociológiát (címzetes egyetemi tanár), valamint a Marx Károly Közgazdaságtudományi Egyetem könyvtárának tudományos főmunkatársa volt. 1966-tól 1972-ig az ENSZ Kutatási és Oktatási Intézete (UNITÁR) kutatási igazgató helyetteseként működött.
1972-től haláláig az MTA Tudományszervezési Csoportjának, majd Intézetének tudományos tanácsadója volt, egyidejűleg 1972-től 1980-ig a Marx Károly Közgazdaságtudományi Egyetem, 1980-tól haláláig pedig az Eötvös Loránd Tudományegyetem professzora. 1978-tól haláláig a Magyar Szociológiai Társaság elnöke és a World Academy of Art and Science tagja volt. Javaslatára alapította 1979-ben a Magyar Szociológiai Társaság az Erdei Ferenc-díjat, amelyet 1980-tól ítélnek oda.
1983-ban bekövetkezett haláláig részt vett az MTA Elnöksége által 1965-ben létrehozott Kutatásszervezeti Intézet Tudományszervezési Csoportjának munkájában is. Az Intézet életének fontos része volt az a néhány év, amelyet itt töltött a nemzetközi hírű Szalai Sándor akadémikus, szociológus–filozófus. Az ő nevéhez fűződik többek között annak az elnökségi bizottságnak a vezetése is, amely az elsők között foglalkozott tudományos alapon a Bős-Nagymarosi vízlépcső megépítésének lehetséges ökológiai következményeivel. Ugyancsak Szalai Sándor vezette azt az elnökségi bizottságot is, amely a távlati népgazdasági terv megalapozásához 20 évre szóló tudományfejlődési prognózist dolgozott ki 1980–1982 között.

## Családja
Első házastársa Pálmai Sándor és Block Kamilla lánya, Alice volt, akivel 1931. november 13-án Budapesten kötött házasságot, majd 1938-ban elvált tőle. 1938. november 14-én ismét megnősült. Második felesége Sachs Edit (1913–1941) volt.
Harmadik feleségétől születtek lányai: Szalai Júlia (1948–2022) szociológus és Szalai Annamária (1950–).

## Fő kutatási területei
- Tudományszociológia
- Matematikai módszerek és logikai modellek alkalmazása a társadalomtudományban
- Jövőkutatás
- Nemzetközi összehasonlító társadalomkutatás
- Kezdeményezője és szervezője volt a nemzetközi időmérleg-kutatásoknak

## Díjai, elismerései
- Munka Érdemrend arany fokozata (1970, 1972)
- Állami Díj (1980)
- Magyar Népköztársaság babérkoszorúval ékesített Zászlórendje (1982)

## Főbb művei
- Philosophische Grundprobleme der psychoanalythischen Psychologie (Budapest, 1935)
- Társadalmi valóság és társadalomtudomány (Budapest, 1946)
- Ítél a magyar nép! (Budapest, 1946)
- Bevezetés a társadalomtudományba (Budapest, 1948)
- Formális és dialektikus logika (Budapest, 1948)
- Idő a mérlegen (szerk., Budapest, 1978)